# Бургав-Каау, Герман
Герман Бургав-Каау, Каау-Бургав (нидерл. Hermann Kaau-Boerhaave; 27 сентября 1705, Гаага — 7 октября 1751, Москва) — русский врач немецкого происхождения, тайный советник, лейб-медик, архиятер, директор Медицинской канцелярии (1748—1751).

## Биография
Сын гаагского врача Якова Каау и Маргариты Бургав, сестры Германа Бургаве. В молодом возрасте был усыновлён Германом Бургаве.
Медицинское образование получил под руководством своего дяди, в 1729 г. окончил Лейденский университет. Защитив диссертацию «De argento vivo», стал доктором медицины.
В 1741 г. И. Б. фон Фишер, архиятер Анны Леопольдовны, пригласил его на русскую службу. По контракту, составленному на 4 года, ему предоставлялось жалованье 2000 рублей в год, готовая квартира, стол и экипаж, а также право заниматься частной практикой, однако требовалось повсюду сопровождать двор. Прибыв в Россию уже при Елизавете Петровне, получил чин действительного статского советника. Указом от 6 декабря 1748 г. произведён в тайные советники и назначен директором медицинской канцелярии (архиятером), первым лейб-медиком, с содержанием 7000 руб. в год. Пользовался славой отличного врача.
Находясь постоянно при дворе, ведение дел в медицинской канцелярии предоставил своим помощникам Гриву и Лерхе; в канцелярии процветала коррупция — назначения на лекарские места производились за плату. Заслуг его по улучшению медицинской части в России не упомянуто.
Скоропостижно скончался в Москве 7 октября 1751 г. Долг его составил 60 000 рублей. В счёт уплаты долга в 1799 г. его наследники продали в казну принадлежавшие ему библиотеку и манускрипты; впоследствии медицинская коллегия признала их низкую ценность.
Из оставшихся от него рецептов, прописанных для императрицы Елизаветы, Species pectorales Boerhaavii (грудной чай Бургава) употреблялся до начала XX века.

### Семья
Брат — Авраам Бургав-Каау (1715—1758), профессор анатомии и физиологии Петербургской Академии наук.